# Naturschutzgebiet Am Mühlenberg bei Adorf
Das Naturschutzgebiet Am Mühlenberg bei Adorf mit einer Größe von rund 33 Hektar liegt nördlich von Adorf fast an der Landesgrenze zu Nordrhein-Westfalen im Gemeindegebiet von Diemelsee im hessischen Landkreis Waldeck-Frankenberg. Das Naturschutzgebiet (NSG) wurde 1992 wegen seines besonderen Reichtums an Pflanzenarten ausgewiesen. Das NSG liegt innerhalb des Naturparks Diemelsee.

## Gebietsbeschreibung
Das Naturschutzgebiet ist von Wald bedeckt. Ein Teil des Gebietes wird von einem Schluchtwald eingenommen. Fast der ganze Mühlenberg gehört zum NSG. Der Untergrund besteht aus den Vulkangesteinen Diabas und Schalstein aus dem Devon. Im Gebiet gibt es einzelne kleinere Felsen und eine kleinere Flächen mit einer Blockhalde. Im Waldgebiet gibt es große standörtlichen Unterschiede. Diese Standortunterschiede bedingen sehr unterschiedliche Waldgesellschaften.

## Flora und Fauna
Die größten Flächen im NSG bedecken nährstoffarme Bodensaure Buchenwälder. Dabei handelt es sich um die Waldgesellschaft Hainsimsen-Buchen-Wald. Im unteren Hangbereich gibt es Eichen-Hainbuchen-Wälder. An steilen, sonnseitigen Hänge gibt es einen bodensaure Hainsimsen-Traubeneichen-Wald. Auf dem Bergrücken sowie in unteren und mittleren Hanglagen mit guter Nährstoffversorgung trifft man Waldgersten-Buchen-Wald an. Auf Blockhalden und steinschuttreichen Hängen gedeiht Spitzahorn-Sommerlinden-Wald und Sommerlinden-Bergulmen-Bergahorn-Wald. Im NSG finden sich auch größere Fichtenbestände. Der Schluchtwald im NSG verdankt seine Existenz einer Verengung des Rhenetals. Durch sie wird die in diesem Talgrund abfließende kühle Luft auf den Osthang des Mühlenberges gelenkt und bewirkt hier ein kühleres Lokalklima. In der Baumschicht des Schluchtwaldes findet man sowohl die Winterlinde als auch die Sommer-Linde und Bergulme.
Im Naturschutzgebiet fanden sich 249 Gefäßpflanzen. Darunter waren die Waldarten wie Gewöhnliche Schuppenwurz, Leberblümchen, Bärlauch, Märzenbecher und Quirlblättrige Weißwurz. Am südwestlich exponierten Hang des Mühlenbergs fanden sich Schwalbenwurz, Gewöhnliches Katzenpfötchen und Feld-Steinquendel. Am Felskopf des Südwesthanges des Mühlenbergs kommt auch die Elsbeere vor. An den Felsen kommt zudem der Nordische Streifenfarn vor. Eine weitere Besonderheit sind Alpen-Johannisbeere und Alpen-Ziest.
Im Naturschutzgebiet brütet der Rotmilan, Schwarzspecht und Hohltaube. Es wurde 64 Schmetterlingsarten nachgewiesen. Bei den Schmetterlingen handelt es sich um typische Waldarten. Es wurden u. a. Großer Schillerfalter, Kaisermantel, C-Falter und Waldbrettspiel gefunden. Unter den 16 nachgewiesenen Schneckenarten ist die Linksgewundene Windelschnecke (Vertigo pusilla). Die Linksgewundene Windelschnecke hat im NSG hier ihren einzigen Fundort im Kreis Waldeck-Frankenberg und zudem wurden zahlreiche Schnecken dieser Art gefunden.

## Schutzzweck
Laut Naturschutzgebiets-Ausweisung wurde das Gebiet wegen seiner Botanik zum Naturschutzgebiet ausgewiesen. Wie bei allen Naturschutzgebieten in Deutschland wurde in der Schutzausweisung darauf hingewiesen, dass das Gebiet „wegen der Seltenheit, besonderen Eigenart und Schönheit des Gebietes“ zum Naturschutzgebiet wurde.

## Weblink
- Naturschutzgebiet Am Mühlenberg bei Adorf auf der Homepage des NABU Waldeck-Frankenberg